# Syrmatium junceum
Syrmatium junceum är en ärtväxtart som först beskrevs av George Bentham, och fick sitt nu gällande namn av Edward Lee Greene. Syrmatium junceum ingår i släktet Syrmatium och familjen ärtväxter. Inga underarter finns listade i Catalogue of Life.